# Ai Tominaga
Ai Tominaga (Kanagawa, 30 novembre 1982) è una modella giapponese.

## Carriera
Ai Tominaga comincia la propria carriera nel mondo della moda nel 2000 comparendo sulla copertina della rivista Fran a marzo e di Vogue a dicembre, nel suo paese d'origine, il Giappone. A poca distanza la Tominaga comincia a sfilare per importanti marchi, quali John Galliano, Vivienne Tam, Anna Sui, Christian Dior, Karl Lagerfeld, Gucci, Michael Kors, Ralph Lauren, Dolce e Gabbana, Givenchy, Elie Saab, Alexander McQueen e Valentino, fra gli altri.
La Tominaga è anche apparsa sulle edizioni statunitensi, francesi, britanniche, russe, tedesche e giapponesi di Vogue, Harper's Bazaar, i-D, ed è stata fotografata da Annie Leibovitz, Nick Knight, Steven Meisel, Ellen von Unwerth, Mert and Marcus e Peter Lindbergh.
È anche stata testimonial per le campagne pubblicitarie di Yves Saint-Laurent (insieme alle colleghe Jacquetta Wheeler, Carmen Kass e Caroline Ribeiro), Gucci Eau de Parfum II, Hermès, Tag Heuer, Banana Republic, Gap (per il quale si è fatta fotografare insieme al figlioletto Akitsugu) e di Moschino. Nel 2004 è apparsa sul calendario Pirelli; è legata alle agenzie Why Not Model Agency, Marilyn Agency e Image Models di Tokyo.
Nel 2004 ha lavorato come attrice nel film giapponese Devilman, tratto dall'omonimo manga di Gō Nagai, interpretando il ruolo dell'arpia Silen.

## Agenzie
- Marilyn Agency
- Why Not Model Agency
- Image Models - Tokyo